# آباکالیکی
آباکالیکی (به لاتین: Abakaliki) یک سکونتگاه مسکونی در نیجریه با جمعیت ۱۴۱٬۴۳۸ نفر است که در ایالت ابونیی واقع شده‌است.